# Australian Ballet
The Australian Ballet è la più grande compagnia di balletto classico in Australia. Fu fondata da J. C. Williamson Theatres Ltd. e dall'Australian Elizabethan Theatre Trust nel 1962, con la danzatrice, insegnante, ripetitrice e regista inglese Peggy van Praagh come direttore artistico fondatore. Oggi è riconosciuta come una delle maggiori compagnie internazionali di balletto.

## Storia
Le radici dell'Australian Ballet si possono trovare nel Borovansky Ballet, una compagnia fondata nel 1940 dal ballerino ceco Edouard Borovansky. Borovansky era stato ballerino nella compagnia di balletto itinerante della famosa ballerina russa Anna Pavlova e, dopo aver visitato l'Australia in tournée con il Covent Garden Russian Ballet, decise di rimanere in Australia, fondando una scuola di danza a Melbourne nel 1939, di cui sviluppò un gruppo di esibizioni che è diventato il Borovansky Ballet. La compagnia fu supportata e finanziata da J. C. Williamson Theaters Ltd dal 1944. Dopo la morte di Borovansky nel 1959, la ballerina e amministratrice inglese Dame Peggy van Praagh fu invitata a diventare direttore artistico della compagnia. J. C. Williamson Theaters Ltd decise di sciogliere il Borovansky Ballet nel 1961.
Nel 1961, J. C. Williamson Theaters Ltd e l'Australian Elizabethan Theatre Trust ricevettero sovvenzioni federali per l'istituzione di una compagnia nazionale di balletto. Queste organizzazioni fondarono l'Australian Ballet Foundation per aiutare la creazione di una nuova compagnia, che nel 1962 divenne l'Australian Ballet. Peggy van Praagh, che avevano continuato a pagare da J. C. Williamson Theaters Ltd durante l'anno intercorso tra lo scioglimento del Borovansky Ballet e l'istituzione dell'Australian Ballet, fu invitata a diventare il direttore artistico fondatore della compagnia. La maggior parte dei ballerini impiegati dalla neonata compagnia provenivano da ex membri del Borovansky Ballet.
La prima esibizione dell'Australian Ballet fu Il lago dei cigni di Čajkovskij, in scena al His Majesty's Theatre di Sydney il 2 novembre 1962. I principali ballerini della prima stagione furono Kathleen Gorham, Marilyn Jones e Garth Welch. La Van Praagh invitò anche Ray Powell del Royal Ballet a diventare temporaneamente il primo maestro di balletto della compagnia, con Leon Kellaway (fratello di Cecil Kellaway), ex ballerino del Covent Garden Russian Ballet, come primo insegnante di balletto della compagnia. Negli anni successivi Sir Robert Helpmann, Marilyn Jones e Maina Gielgud apportarono importanti contributi come direttori artistici dell'Australian Ballet.
Nel 1964 la van Praagh fondò l'Australian Ballet School, formata appositamente per formare ballerini per la compagnia e tuttora è la scuola associata della compagnia. Dame Margaret Scott è stata la direttrice fondatrice della scuola, seguita da Gailene Stock CBE AM, Marilyn Rowe OBE e ora Lisa Pavane, tutti e tre ex artisti principali della compagnia.

## Attualmente
Oggi la compagnia ha sede a Melbourne; il suo quartier generale di Southbank è il Primrose Potter Australian Ballet Centre, dal nome della sua sostenitrice per lungo tempo, Lady (Primrose) Potter. La compagnia va in tournée regolarmente verso le principali capitali dell'Australia, con lunghe stagioni a Melbourne allo State Theatre (accompagnato dall'Orchestra Victoria) ed a Sydney al Teatro dell'opera di Sydney, accompagnata dall'Australian Opera & Ballet Orchestra. Altre sedi regolari sono il Lyric Theatre al Queensland Performing Arts Center di Brisbane e l'Adelaide Festival Centre ad Adelaide. La compagnia organizza anche tournée internazionali e si esibisce ogni anno in un ambiente intimo all'aperto ad Hamilton Island.
L'Australian Ballet lavora in stretta collaborazione con l'Australian Ballet School, dove molti dei ballerini della compagnia si sono diplomati. Dando circa 200 spettacoli all'anno, l'Australian Ballet sostiene di essere la compagnia di balletto più impegnata al mondo. Con un vasto repertorio che include le principali opere classiche e storiche e le produzioni contemporanee, segue la sua visione artistica di "Prendersi cura della tradizione, osando di essere diversi". Ogni anno la compagnia presenta anche un vasto programma di educazione nazionale, gestito da Colin Peasley, ex Primo ballerino della compagnia, per ispirare ulteriormente ed educare il suo pubblico. Il suo Dance Education Ensemble visita più di ottanta scuole primarie all'anno per introdurre i giovani al balletto classico e altri tipi di danza.
Le vendite al botteghino, derivate dalla sua base di pubblico forte e fedele, sono il fondamento del flusso di reddito dell'azienda. L'Australian Ballet riceve anche finanziamenti dai governi australiano, di Vittoria e del Nuovo Galles del Sud, da sponsor aziendali, donatori privati e lasciti.
L'attuale direttore artistico della compagnia è David Hallberg, che è stato ballerino principale dell'American Ballet Theatre fino al 2017. I precedenti direttori artistici della compagnia erano: David McAllister (2001-2021), Ross Stretton (1996-2001), Maina Gielgud (1983-96), Marilyn Jones (1979-82), Anne Woolliams (1976-77), Sir Robert Helpmann (1965-76) e il direttore artistico fondatore, Dame Peggy van Praagh (1962-1974, 1978).
L'ultima nomina alla carica di direttore esecutivo (luglio 2013) è Libby Christie, ex consigliere delegato della Sydney Symphony Orchestra. Il suo predecessore era Valerie Wilder, che era succeduta a Richard Evans.
Il direttore musicale e direttore d'orchestra principale dell'Australian Ballet dal 2003 è Nicolette Fraillon, l'unica donna al mondo a capo di una compagnia di balletto.

## Compagnia
I ballerini dell'Australian Ballet sono:

### Artisti principali
- Adam Bull[8]
- Chengwu Guo[9][10]
- Robyn Hendricks[11][12]
- Kevin Jackson[13][14]
- Lana Jones[15]
- Andrew Killian[16]
- Ty King-Wall[17]
- Ako Kondo[7][18]
- Amber Scott[19]
- Leanne Stojmenov[20]

### Artista ospite residente
- David Hallberg[21]

### Artisti senior
- Dimity Azoury[7][22][23]
- Brett Chynoweth[7][24]
- Amy Harris[25]
- Jarryd Madden[26]
- Valerie Tereshchenko[27]
- Jade Wood[28]

### Solisti
- Benedicte Bemet[29]
- Nicola Curry[30]
- Brodie James[31]
- Natasha Kusen[32]
- Cristiano Martino[33][34]
- Marcus Morelli[35]
- Karen Nanasca[36][37]
- Rina Nemoto[38]
- Jill Ogai[39]
- Christopher Rodgers-Wilson[40]
- Brett Simon[41]
- Sharni Spencer[36][42]
- Dana Stephensen[7][43]
- Andrew Wright[44]

### Coryphées
- Nathan Brook[45][46]
- Imogen Chapman[47]
- Joe Chapman[48]
- Jacqueline Clark[49]
- Ingrid Gow[50]
- Drew Hedditch[51]
- Corey Herbert[52]
- François-Eloi Lavignac[53]
- Callum Linnane[54]
- Jake Mangakahia[45]
- Luke Marchant[55]
- Amanda McGuigan[56]
- Alice Topp[57]

### Corpo di ballo
- Shaun Andrews
- Timothy Coleman[58]
- Lisa Craig
- Saranja Crowe[58]
- Isobelle Dashwood[45]
- Jasmin Durham
- Evie Ferris[45]
- Rohan Furnell
- Ella Havelka
- Richard House
- Daniel Idaszak
- Sean Kiley[45]
- Mason Lovegrove[45]
- Coco Mathieson
- Alexandra Moore
- Sophie Morgan
- George Murray-Nightingale
- Riccardo Rodighiero
- Montana Rubin[45]
- Edward Smith[45]
- Kelsey Stokes
- Sarah Thompson
- Yichuan Wang
- Aya Watanabe[45]
- Jessica Wood[45]
- Lucien Xu[45]
- Yuumi Yamada

## Telstra Ballet Dancer Award
I premi Telstra Ballet Dancer sono stati assegnati ogni anno dal 2003, a sostegno delle aspirazioni dei giovani ballerini d'elite dell'Australian Ballet. È il più grande premio disponibile specificamente per un ballerino in Australia, con un premio in denaro di 20000 $ al vincitore. Il Premio Telstra People's Choice viene assegnato al più popolare dei candidati di quell'anno, utilizzando la votazione via internet e tramite SMS. Il vincitore del People's Choice riceve un premio in denaro di 5000 $.